# Rebecca Black
Rebecca Renee Black (Irvine, California, 21 de junio de 1997) es una cantante, compositora y celebridad de internet estadounidense, conocida internacionalmente por el tema «Friday» que la convirtió en un fenómeno de Internet.
En 2011 se hizo viral en YouTube y otras redes sociales. "Friday" fue ridiculizada por muchos críticos musicales y espectadores, quienes la llamaron "la peor canción de la historia". Black lanzó otras canciones, incluida su colaboración con Dave Days, "Saturday". Actualmente sube videos en su canal de YouTube sobre varios temas. Ha lanzado dos EP de forma independiente, RE / BL (2017), Rebecca Black Was Here (2021). En 2023 lanzó su álbum debut Let Her Burn.

## Carrera
Nació en la ciudad de Irvine en 1997. Estudió baile, hizo audiciones para espectáculos de escuela, asistió a campamentos de música de verano, y comenzó a cantar en público en 2008, después de unirse al grupo de patriotas Celebration USA.

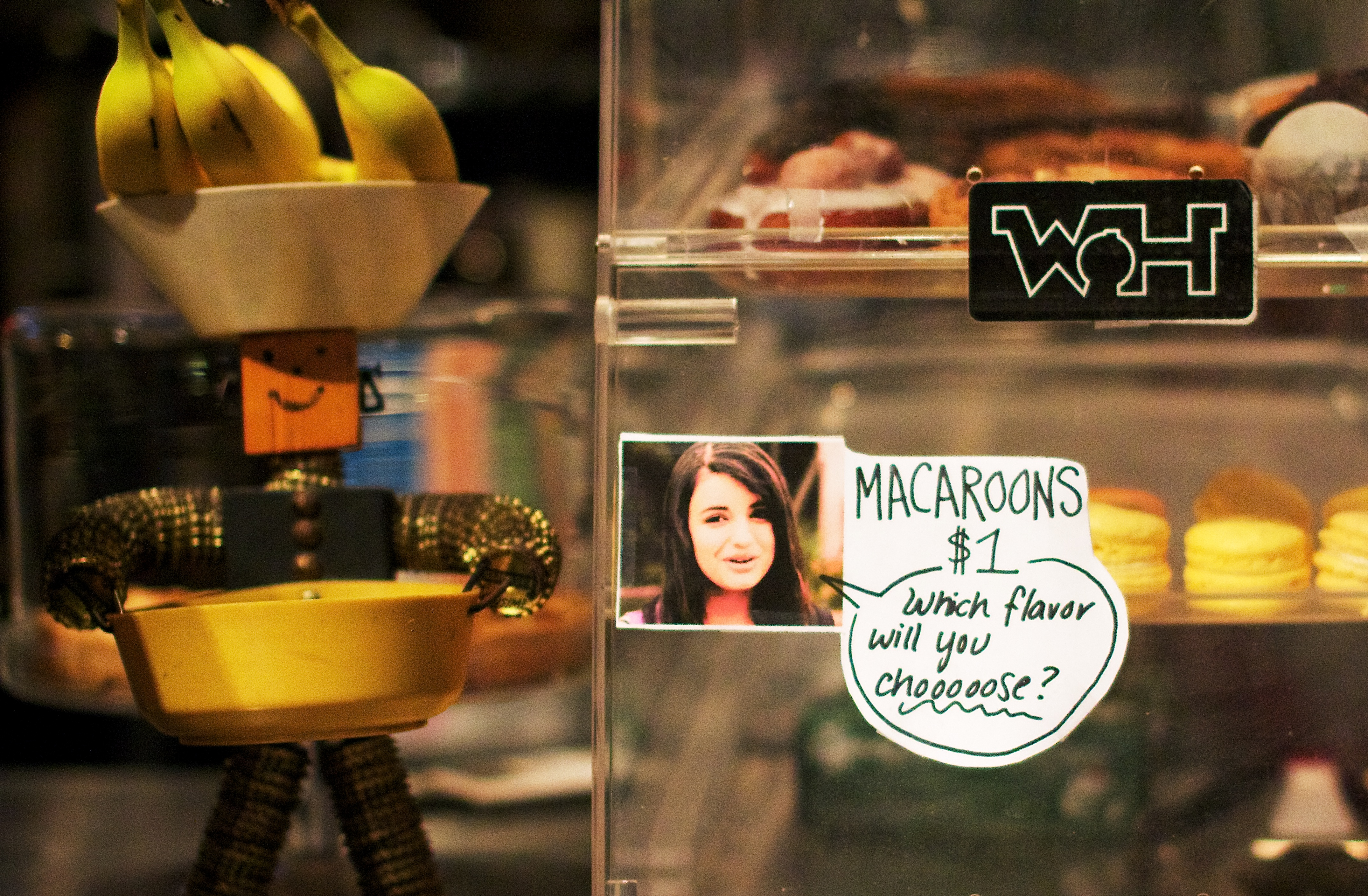
Una tienda de comestibles ofreciendo macarons con un cartel que parodia a Rebecca Black.

A finales de 2010, un compañero de clase de Rebecca Black y cliente de música y video de Ark Music Factory, un sello discográfico de Los Ángeles, le contó sobre la compañía.
Black atrajo la atención del público en marzo de 2011, después del sencillo que grabó y produjo con ARK Music Factory, «Friday». El mismo fue lanzado en YouTube e iTunes. El vídeo de la canción fue subido a YouTube el 10 de febrero de 2011, y recibió cerca de 1.000 visitas en su primer mes. El vídeo se difundió cerca del 11 de marzo de 2011, con millones de visitas en YouTube en cuestión de días, convirtiéndose en el tema más hablado en la red social con numerosos comentarios negativos en Twitter, y obteniendo la cobertura de los medios con críticas positivas y muchas más críticas negativas. A partir del 22 de marzo de 2011, las ventas de su primera semana del sencillo digital se estimaron a cerca de 40.000 en Billboard.com, y el vídeo tuvo más de 60 millones de visitas en YouTube.
Rebecca Black apareció el 22 de marzo de 2011 en el programa The Tonight Show con Jay Leno, durante el cual cantó el sencillo y discutió la reacción negativa. La canción ha debutado en Billboard Hot 100 y en listas de Nueva Zelanda en el número 58 y 33 respectivamente. En Reino Unido, la canción debutó en el número 10 en UK Indie Chart.
El 25 de marzo, Rebecca Black contrató a un publicista y a un representante. Su representante confirmó que ha sido contactado por compositores y sellos discográficos con ideas para más canciones y para un álbum. En una entrevista con The Sun.
El tema "Friday" apareció en un capítulo de la serie realizada por la cadena Fox Glee en el capítulo veinte de la segunda temporada. En junio de 2011, Rebecca participó en el video de "Last Friday Night (T.G.I.F.)", canción de Katy Perry perteneciente a su segundo álbum Teenage Dream.

### Después deFriday: Sencillos y EP
Rebecca lanzó oficialmente el 18 de julio de 2011, el videoclip oficial de su primer tema promocional "My Moment", una balada que en menos de dos días alcanzó las seis millones de reproducciones en su nuevo canal oficial de YouTube. El 15 de noviembre de 2011 se lanzó oficialmente en iTunes un segundo sencillo titulado "Person Of Interest" y posteriormente ese mismo día el video musical, que momentáneamente lleva más de 5 millones de reproducciones días anteriores al estreno del video se publicaron dos "Teasers" anunciando el sencillo pero con el nombre de «POI» (que son las iniciales del nombre del sencillo).
En 2016 sacó una nueva canción titulada "The Great Divide", que cuenta con video musical. Un año después sale "Foolish", el primer sencillo que forma parte de su primer EP titulado RB / BL, que vio la luz en el año 2017.
En 2019 Rebecca graba una sesión en vivo que un año más tarde compartiría a Youtube como un nuevo EP titulado Rebecca Black (Live Session, Los Angeles, California, 2019).

### 2021: Remix deFridayyRebecca Black Was Here
El 29 de enero de 2021 lanzó su tema "Girlfriend", marcando así su regreso a la música.
El 10 de febrero, coincidiendo con el décimo aniversario del lanzamiento de "Friday", lanzó en su canal de YouTube el remix de dicho tema. El mismo cuenta con la colaboración de Dorian Electra, Big Freedia y 3OH!3, siendo producido en un estilo hyperpop.
El 23 de abril lanzaría "Personal", el segundo sencillo de su futuro trabajo discográfico. Como último tema promocional lanzaría "Worth It for the Feeling" el 21 de mayo. Ese mismo día anunció el lanzamiento de su EP Rebecca Black Was Here.
El día 14 haría oficial el Tour de su nuevo EP, a celebrarse en enero de 2022 en las principales ciudades de los Estados Unidos.
El 16 de junio de ese mismo año, lanzó oficialmente Rebecca Black Was Here en todas las plataformas.
El 7 de septiembre anunció la extensión de la gira, incluyendo fechas en Europa.

## Discografía

### Álbumes de estudio
| Título       | Detalles |
| ------------ | --- |
| Let Her Burn | - Lanzamiento: 9 de febrero de 2023 - Discográfica: Independiente - Formatos: CD, descarga digital y streaming |

### EP
| Título                                                      | Detalles |
| ----------------------------------------------------------- | --- |
| RE / BL                                                     | - Lanzamiento: 15 de septiembre de 2017 - Discográfica: Teall, Independiente - Formatos: CD, descarga digital y streaming |
| Rebecca Black (Live Session, Los Angeles, California, 2019) | - Lanzamiento: 29 de mayo de 2020 - Discográfica: Jam in the Van - Formatos: Descarga digital y streaming                 |
| Rebecca Black Was Here                                      | - Lanzamiento: 16 de junio de 2021 - Discográfica: Independiente - Formatos: Descarga digital y streaming                 |

### Sencillos
| Título                                                                                     | Año  | Posición máxima | Posición máxima | Posición máxima | Posición máxima | Posición máxima | Posición máxima |
| Título                                                                                     | Año  | AUS Digital     | CAN             | IRL             | NZ              | UK              | EUA             |
| ------------------------------------------------------------------------------------------ | ---- | --------------- | --------------- | --------------- | --------------- | --------------- | --------------- |
| "Friday"                                                                                   | 2011 | 41              | 61              | 46              | 33              | 60              | 58              |
| "My Moment"                                                                                | 2011 | —               | —               | —               | —               | —               | —               |
| "Person of Interest"                                                                       | 2011 | —               | —               | —               | —               | —               | —               |
| "Sing It"                                                                                  | 2012 | —               | —               | —               | —               | —               | —               |
| "In Your Words"                                                                            | 2012 | —               | —               | —               | —               | —               | —               |
| "Saturday" (con Dave Days)                                                                 | 2013 | —               | —               | —               | —               | —               | 55              |
| "The Great Divide"                                                                         | 2016 | —               | —               | —               | —               | —               | —               |
| "If We Were a Song" (con Kurt Hugo Schneider)                                              | 2017 | —               | —               | —               | —               | —               | —               |
| "Foolish"                                                                                  | 2017 | —               | —               | —               | —               | —               | —               |
| "Heart Full of Scars"                                                                      | 2017 | —               | —               | —               | —               | —               | —               |
| "Scream" (con Sondrey)                                                                     | 2017 | —               | —               | —               | —               | —               | —               |
| "Satellite"                                                                                | 2018 | —               | —               | —               | —               | —               | —               |
| "Anyway"                                                                                   | 2019 | —               | —               | —               | —               | —               | —               |
| "Do You?"                                                                                  | 2019 | —               | —               | —               | —               | —               | —               |
| "Sweetheart"                                                                               | 2019 | —               | —               | —               | —               | —               | —               |
| "Self Sabotage"                                                                            | 2020 | —               | —               | —               | —               | —               | —               |
| "Closer"                                                                                   | 2020 | —               | —               | —               | —               | —               | —               |
| "Alone Together" (con Brett Fleming, Christina Hundley, Alfonso Murphy & Marlana VanHoose) | 2020 | —               | —               | —               | —               | —               | —               |
| "Girlfriend"                                                                               | 2021 | —               | —               | —               | —               | —               | —               |
| "Friday (Remix)" (con 3OH!3, Big Freedia y Dorian Electra)                                 | 2021 | —               | —               | —               | —               | —               | —               |
| "Personal"                                                                                 | 2021 | —               | —               | —               | —               | —               | —               |
| "Worth It for the Feeling"                                                                 | 2021 | —               | —               | —               | —               | —               | —               |
| "Read My Mind" (con Slayyyter)                                                             | 2021 | —               | —               | —               | —               | —               | —               |

### Videos musicales
| Título                                | Año  | Director                                    | Notas            |
| ------------------------------------- | ---- | ------------------------------------------- | ---------------- |
| "Friday"                              | 2011 | Patrice Wilson & Clarence Jey               |                  |
| "Last Friday Night (T.G.I.F.)"        | 2011 | Marc Klasfeld                               | Cameo            |
| "My Moment"                           | 2011 | Morgan Lawley                               |                  |
| "Person of Interest"                  | 2011 | Mazik Self                                  |                  |
| "Sing It"                             | 2012 | Ryan Pesecky                                |                  |
| "In Your Words"                       | 2012 | Ryan Pesecky                                |                  |
| "Saturday"                            | 2013 | Chris Grieder                               |                  |
| "The Great Divide" (Crash Cove Remix) | 2016 | Taljon DeRuiter                             |                  |
| "If We Were a Song"                   | 2017 |                                             |                  |
| "Foolish"                             | 2017 | Lobster Bear                                |                  |
| "Heart Full of Scars"                 | 2017 | Garrett Nicholson                           |                  |
| "Satellite"                           | 2018 | Jesse Dacri, Emily Skeggs and Zach Williams |                  |
| "Anyway"                              | 2019 | Garrett Nicholson                           |                  |
| "Do You?"                             | 2019 | Bia Jurema                                  |                  |
| "Sweetheart"                          | 2019 | Bia Jurema                                  |                  |
| "Ass Like Mine"                       | 2020 | Brad Hammer                                 | Cameo            |
| "Alone Together"                      | 2020 |                                             |                  |
| "Edgelord"                            | 2020 | Dorian Electra & Weston Allen               | Artista Invitada |
| "Friday (Remix)"                      | 2021 | Weston Allen                                |                  |
| "Yoga"                                | 2021 | Shiraz and Mike                             | Artista Invitada |
| "Crumbs"                              | 2022 | Luke Orlando                                |                  |
| "Look at You"                         | 2022 | Luke Orlando                                |                  |
| "Sick to My Stomach"                  | 2023 | Christina Bryson                            |                  |

## Premios y nominaciones
| Año  | Premios             | Categoría            | Resultado | Ref.   |
| ---- | ------------------- | -------------------- | --------- | ------ |
| 2011 | MTV O Music Awards  | GIF animado favorito | Nominado  | [ 40 ] |
| 2011 | Premios Teen Choice | Estrella de la web   | Ganador   | [ 41 ] |